# Thomas Ligotti
Thomas Ligotti, född 9 juli 1953 i Detroit, Michigan, är en amerikansk skräckförfattare och litterär kultfigur. Hans verk, som framför allt utgörs av noveller, lyrik och essäer, har karakteriserats som "filosofisk skräck" eftersom de ofta har inslag av djupare filosofiska resonemang med en mörk och makaber underton. Amerikanska Washington Post har kallat Ligotti, som noga håller sig undan offentlighetens ljus, "den bäst bevarade hemligheten inom nutida skräcklitteratur".

## Liv och verk
Under sin uppväxt i Detroit utvecklade Thomas Ligotti redan tidigt en fascination för det morbida, och var särskilt intresserad av skräckfilmer. Han har sedan ungdomen lidit av depressioner, och drabbades efter en tids drog- och alkoholmissbruk av ett psykiskt sammanbrott. Ligotti började dra sig undan omvärlden i och med att han utvecklade agorafobi. I sin isolering ägnade han sig alltmer åt att läsa böcker. Han räknar de klassiska skräckförfattarna Edgar Allan Poe och H.P. Lovecraft till sina litterära inspirationskällor, såväl som Vladimir Nabokov, Thomas Bernhard, Bruno Schulz, E.M. Cioran och William S. Burroughs. Särskilt influenserna från Lovecraft är tydliga. I några av sina noveller, som "The Sect of the Idiot", hänvisar Ligotti uttryckligen till Cthulhu-mytologin.
Sin litterära bana påbörjade Ligotti på 1980-talet, när han publicerade ett antal noveller i mindre amerikanska fanzines. Mellan åren 1982-1985 var han redaktör för tidskriften Grimoire. Ligottis unika stil gav honom snart en mindre skara trogna anhängare, medan hans relativa anonymitet och skygghet ledde till spekulationer om hans egentliga identitet. På senare år har han emellertid deltagit i intervjuer och avslöjat mer om sin bakgrund. Ligotti är numera bosatt i Florida.
Även om han ofta har beskrivits som starkt nihilistisk avfärdar Ligotti själv den beteckningen: "'Nihilist är något som andra kallar en – ingen intelligent människa har någonsin beskrivit sig själv eller sett sig själv som en nihilist".
Ligotti är personlig vän med musikern David Tibet och har samarbetat med Tibets band Current 93 på albumen In A Foreign Town, In A Foreign Land (1997), I Have a Special Plan for This World (2000) och This Degenerate Little Town (2001) alla släppta av David Tibets skivbolag Durtro.
I september 2007 släpptes serieromanen The Nightmare Factory, som är baserad på Ligottis berättelser. En andra volym följde året därpå.
Thomas Ligotti har länge varit i princip opublicerad på svenska. Hösten 2012 släpptes emellertid en första novellsamling i svensk språkdräkt, Skuggan på världens botten och andra berättelser, översatt av Arthur Isfelt för bokförlaget H:ström - Text & Kultur.
Ligottis anhängare samlas kring den inofficiella fansajten Thomas Ligotti Online.